# Ecorregión marina canales y fiordos del sur de Chile
La ecorregión marina canales y fiordos del sur de Chile (en  inglés Channels and Fjords of Southern Chile) (187) es una georregión ecológica situada en el extremo sur de América del Sur. Se la incluye en la provincia marina magallánica de la ecozona oceánica de América del Sur templada (en inglés Temperate South America). Es uno de los más extensos del mundo y representa alrededor del 95% de la línea de costa del país.

## Distribución
Se distribuye en el sur de Chile y la Argentina. Se sitúa mayormente en aguas del océano Pacífico sudoriental. También cubre el mar de la Zona Austral, un área del océano Atlántico sudoccidental la cual posee las características correspondientes a las vecinas aguas del Pacífico.  Cubre por el este todas las aguas y costas del estrecho de Magallanes, del sector sur de la isla de los Estados y gran parte del archipiélago fueguino, salvo las costas sobre el mar Argentino de la isla Grande de Tierra del Fuego, y las del sector norte de la isla, las cuales pertenecen a otra ecorregión, la ecorregión marina plataforma patagónica.
Por el lado del Pacífico cubre todas las aguas y costas del extremo sur de Chile, llegando por el norte hasta la península de Taitao,  en las regiones de Aysén y Magallanes y de la Antártica Chilena. Por el lado argentino sólo está presente en la provincia de Tierra del Fuego Antártida e Islas del Atlántico Sur.

## Ecogeografía
Este sistema forma parte del Archipiélago Patagónico, que a su vez puede ser dividido en tres eco-regiones principales: Nor-Patagónico, entre el Canal de Chacao y la Península de Taitao; Meso-Patagónico, entre la Península de Taitao y el Estrecho de Magallanes, y Sur-Patagónico, entre el Estrecho de Magallanes y el Cabo de Hornos. 